# فيتوتشيني
فيتوتشيني (بالإيطالية: Fettuccine Alfredo)‏ والتي تعني ("أشرطة صغيره") باللغة الإيطالية، هي أحد أنواع الباستا ذات شعبية في المطبخ

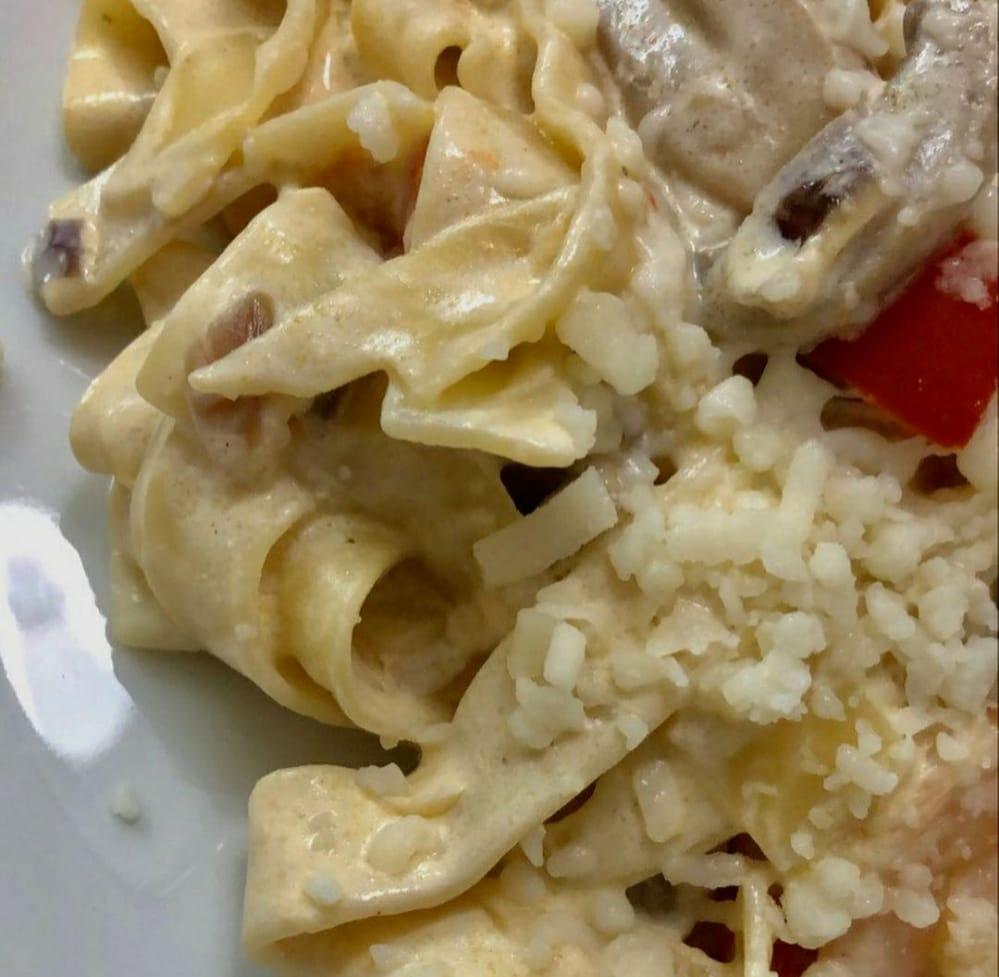
فيتوتشيني بالجمبري والجبنة

الروماني. وتكون سميكة مسطحة، وتصنع من البيض والدقيق (عادة بيضة واحدة لكل 100 غرام من الطحين)، وهي على غرار تالياتيلي الطبق البولوني.

## الطبق الشعبي
أطباق مصنوعة من فيتوتشيني تشمل فيتوشيني ألفريدو .